# Camponotus callmorphus
Camponotus callmorphus is een mierensoort uit de onderfamilie van de schubmieren (Formicinae). De wetenschappelijke naam van de soort is voor het eerst geldig gepubliceerd in 1923 door Stitz.